# Servicio de Búsqueda y Salvamento Aéreo

Distintivo del Servicio de Búsqueda y Salvamento Aéreo.

Búsqueda y Salvamento Aéreo (SAR, del inglés Search And Rescue) es un servicio 24/7 que tiene por misión la localización de aeronaves siniestradas dentro del espacio aéreo español o áreas de responsabilidad española y la rápida asistencia y recuperación del personal accidentado. Del mismo modo, coopera con otros organismos civiles y militares cuando, por haberse producido un accidente, catástrofe o calamidad pública, se requiera su colaboración.
Desde 1956 lo realiza el Ejército del Aire de España cooperando con otros organismos de seguridad y emergencias en función de acuerdos internacionales sobre navegación aérea de carácter civil. Ha realizado misiones internacionales en Afganistán (Ala rotatoria) como en Cabo Verde, Senegal, Libia, Somalia (Ala fija). Actualmente están realizando la Operación EUNAVFORMED para luchar contra las redes de tráfico de personas, prevenir flujos de migración irregular y evitar que muera más gente en el mar. Actualmente está compuesto por la Jefatura de Búsqueda y Salvamento, tres RCC (del inglés Rescue Coordination Center), ubicados en las Bases Aéreas de Madrid, Baleares y Canarias, además de tres escuadrones, el 801, 802 y 803 del Ejército del Aire.
Dispone entre otros medios de helicópteros Eurocopter AS 332 Super Puma y NHIndustries NH90, además de aviones, de los cuales actualmente está en servicio el modelo CASA CN-235 100M VIGMA, habiendo contado previamente con aeronaves del tipo Grumman HU 16 Albatross, CASA C 212 Aviocar y Fokker F-27 200 MAR.

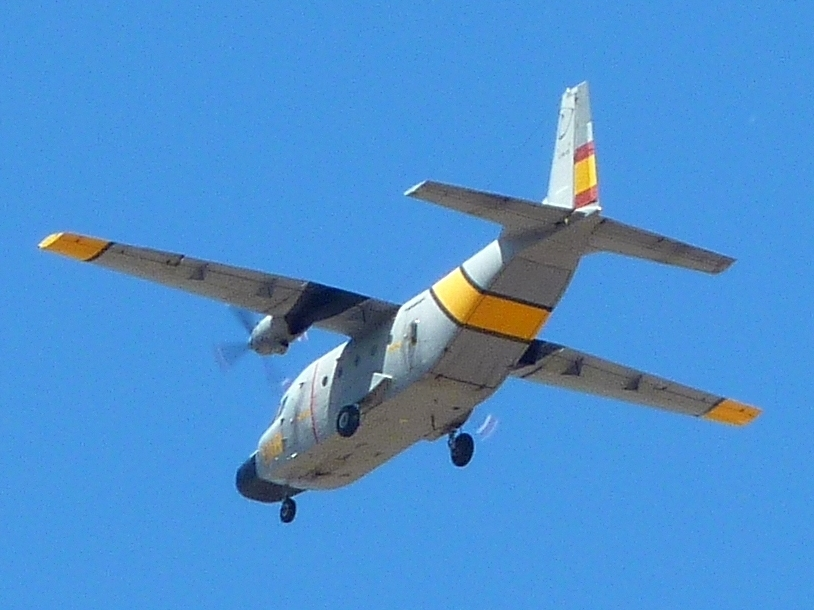
Avión CASA C-212 del SAR (2009).
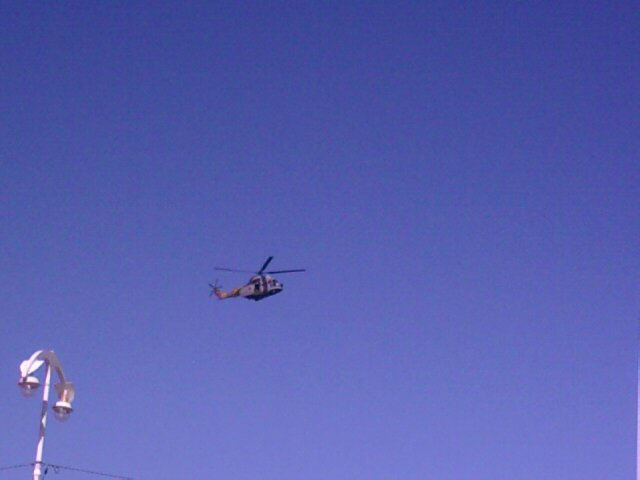
Helicóptero del SAR en Vigo (2009).